# Franck Lallemand
Franck Lallemand (né le 19 janvier 1972 à Argenteuil en Île-de-France) est un joueur français de hockey sur glace.

## Carrière de joueur
Il commence sa carrière de haut niveau avec le Gap Hockey Club lors de la saison 1989-1990. Sous les couleurs gapençaises, il aura connu la Division 1 et la Ligue Magnus avec comme point d'orgue le titre de Champion de France lors de la saison 1995-1996. Lors de la saison 2000-2001, il est entraineur-joueur et finit meilleur pointeur du club cette saison avec 32 points (13 buts et 19 aides), juste devant Romain Moussier. Il prend sa retraite sportive à l'issue de la saison 2003-2004 et occupe aujourd'hui le poste de directeur de la patinoire de Gap.

## Carrière internationale
Il a représenté l'Équipe de France de hockey sur glace au Championnat d'Europe de hockey sur glace moins de 18 ans en 1990 et lors du Championnat du monde junior de hockey sur glace en 1991

## Trophées et honneurs personnels
- 1995-1996 : Champion de France de Division 1.

## Statistiques
Pour les significations des abréviations, voir Statistiques du hockey sur glace.

### En club
| Saison    | Équipe          | Ligue        |    | Saison régulière | Saison régulière | Saison régulière | Saison régulière | Saison régulière |   | Séries éliminatoires | Séries éliminatoires | Séries éliminatoires | Séries éliminatoires | Séries éliminatoires |
| Saison    | Équipe          | Ligue        | PJ | B                | A                | Pts              | Pun              | PJ               | B | A                    | Pts                  | Pun                  |                      |                      |
| 1989-1990 | Gap Hockey Club | Division 1   | 24 | 6                | 5                | 11               | 30               |                  |   |                      |                      |                      |                      |                      |
| 1990-1991 | Gap             | Division 1   | 22 | 21               | 9                | 30               | 18               | 6                | 3 | 3                    | 6                    | 24                   |                      |                      |
| 1991-1992 | Gap             | Division 1   | 17 | 9                | 7                | 16               | 10               |                  |   |                      |                      |                      |                      |                      |
| 1992-1993 | Gap             | Division 1   | 22 | 15               | 11               | 26               | 26               |                  |   |                      |                      |                      |                      |                      |
| 1993-1994 | Gap             | Ligue Magnus | 15 | 10               | 7                | 17               | 30               | 6                | 2 | 2                    | 4                    | 2                    |                      |                      |
| 1994-1995 | Gap             | Division 1   | 26 | 13               | 17               | 30               | 40               |                  |   |                      |                      |                      |                      |                      |
| 1995-1996 | Gap             | Division 1   | 26 | 12               | 16               | 28               | 26               |                  |   |                      |                      |                      |                      |                      |
| 1996-1997 | Gap             | Ligue Magnus | 30 | 8                | 19               | 27               | 46               | 6                | 3 | 3                    | 6                    | 12                   |                      |                      |
| 1997-1998 | Gap             | Division 1   | 26 | 14               | 9                | 23               | 42               |                  |   |                      |                      |                      |                      |                      |
| 1998-1999 | Gap             | Division 1   | -- | 7                | 8                | 15               | --               |                  |   |                      |                      |                      |                      |                      |
| 1999-2000 | Gap             | Division 1   | -- | --               | --               | --               | --               |                  |   |                      |                      |                      |                      |                      |
| 2000-2001 | Gap             | Division 1   | 24 | 13               | 19               | 32               | 36               |                  |   |                      |                      |                      |                      |                      |
| 2001-2002 | Gap             | Division 1   | -- | 6                | 12               | 18               | --               |                  |   |                      |                      |                      |                      |                      |
| 2002-2003 | Gap             | Ligue Magnus | 22 | 7                | 8                | 15               | 66               |                  |   |                      |                      |                      |                      |                      |
| 2003-2004 | Gap             | Ligue Magnus | 25 | 13               | 8                | 21               | 38               |                  |   |                      |                      |                      |                      |                      |

### En équipe nationale
| Année                                                | Équipe | Événement   |    | PJ | B | A | Pts | Pun             |  | Résultat |
| Championnat d'Europe junior de hockey sur glace 1990 | U 18   | CE U18 Gr.B | 6  | 3  | 2 | 5 | 2   |                 |  |          |
| Championnat du monde junior de hockey sur glace 1991 | U 20   | CM U20 Gr.B | 4  | 0  | 0 | 0 | 8   | Troisième place |  |          |
| Totaux                                               |        |             | 10 | 3  | 2 | 5 | 10  |                 |  |          |